# ウィリアム・リッチ
ウィリアム・リッチ（William Rich、1800年 – 1864年）はアメリカ合衆国の植物学者である。アメリカ合衆国探検遠征隊(1838年 - 1842年）に参加し、太平洋とその周辺の陸地を探検したメンバーのひとりである。

## 略歴
アメリカ独立戦争で軍船、イントレピッドを指揮した、オバディア・リッチ(1758–1805)の息子である。1825年にワシントン植物クラブの創設者の一人であり、1825年から1830年の間、雑誌「アメリカン・ボタニカル・レジストリ」の編集者の一人を務めた。兄の書誌学者、オバディア・リッチ(1777–1850) とスペインでしばらく暮らした後、1838年のアメリカ合衆国探検遠征隊の植物学者の一人に選ばれた。ジョージ・F・エモンズ（George Foster Emmons）に率いられて、シスキュー山脈を踏破するルートでオレゴン州からアッパー・カリフォルニアまで陸路を探検調査したメンバーの1人である。その後、サンフランシスコで探検遠征隊の艦隊に再度、合流した。
1846年に米墨戦争が始まったことで、探検で集められた標本の報告の作成を中断し、1946年9月、カリフォルニアを占拠したアメリカ義勇軍部隊の少佐として主計業務を務めた。甥の測量師で画家のウィリアム・リッチ・ハットンとジェームズ・D・ハットンの兄弟を伴った。1848年末に戦争が終わり、義勇軍部隊は解散するが、1849年10月まで主計業務を続け、除隊した。1848年のアメリカ・メキシコ国境調査や1853年の太平洋鉄道調査（ Pacific Railroad Surveys）にも参加し植物標本の収集を行った。短期間、メキシコのアメリカ合衆国公使の秘書官も務めた。
アメリカ合衆国探検遠征隊を率いたチャールズ・ウィルクスによって、ピュージェット湾のリッチ水路（Rich Passage）にリッチの名前が命名された。